# Biserica Sfinții Voievozi din Ceplenița

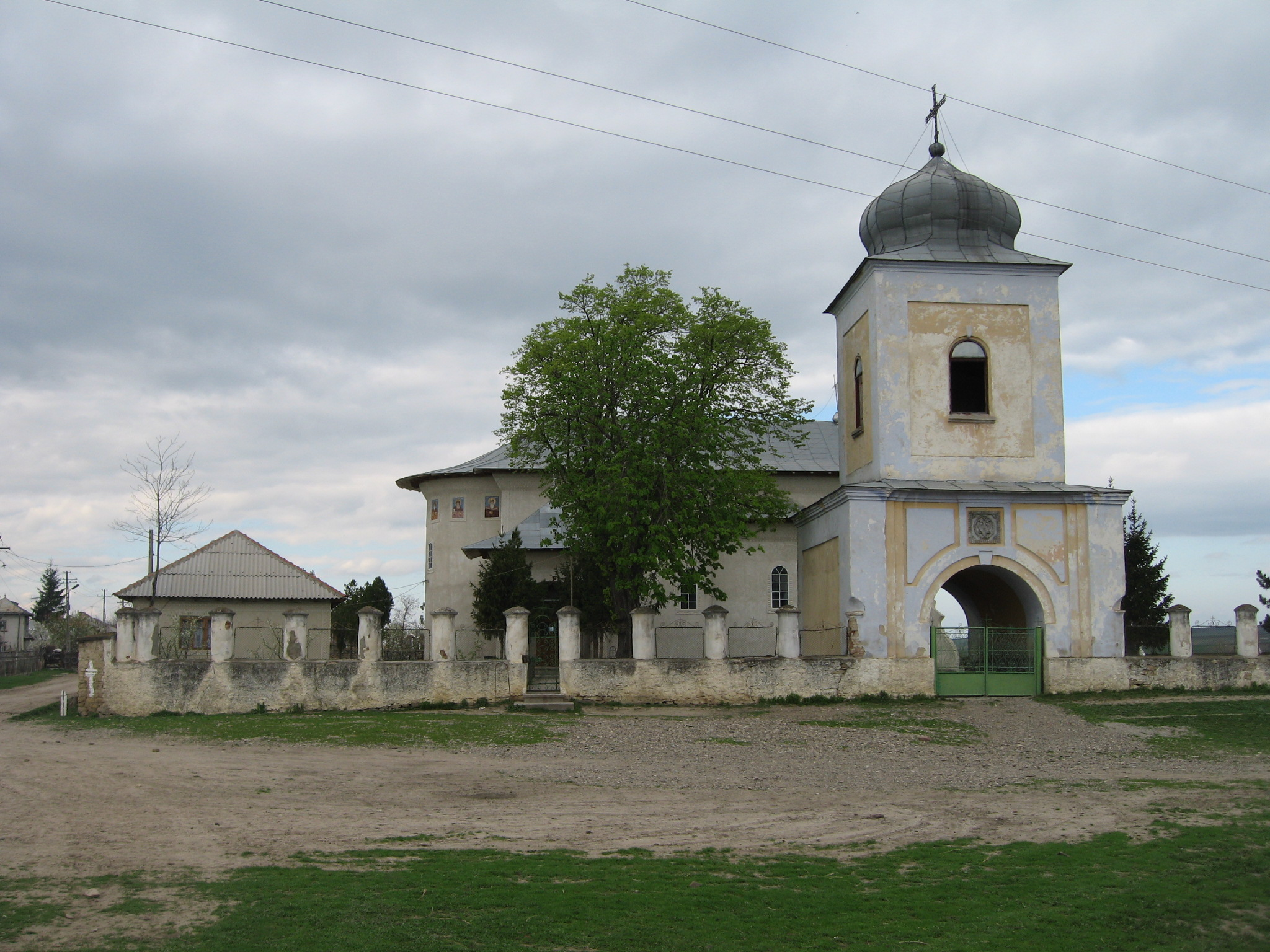
Biserica Sfinţii Voievozi din Cepleniţa.

Biserica Sfinții Voievozi din Ceplenița este o biserică ctitorită de logofătul Iordache Cantacuzino-Pașcanu în anul 1802 în satul Ceplenița (județul Iași).
Biserica se află pe Lista Monumentelor Istorice din județul Iași din anul 2004, ca parte a Ansamblului conacului Cantacuzino - Pașcanu din Ceplenița, având codul cod LMI IS-II-m-B-04119.01 . De asemenea, și turnul clopotniță figurează pe aceeași listă, având codul IS-II-m-B-04119.02.
Inițial Biserica Sfinții Voievozi din Ceplenița avea scopul de biserică de curte boierească, iar astăzi este biserică parohială.

## Istoric
Biserica Sfinții Voievozi din Ceplenița a fost construită din zidărie în anul 1802 de către logofătul Iordache Cantacuzino-Pașcanu, având scopul de a servi ca biserică de curte boierească. Deoarece fusese năruită de cutremure, ea a fost renovată în perioada 1836-1847 de către Mihalache Cantacuzino, nepotul ctitorului. Tot el a ctitorit și bisericile din satele învecinate: Buhalnița, Scobinți, Bădeni (care se aflau pe același domeniu cantacuzinesc), toate acestea fiind împrejmuite cu ziduri de piatră.
Inițial, Biserica din Ceplenița era împrejmuită de un zid de piatră netencuită, care îngloba în partea dinspre conac un turn clopotniță. Astăzi, din acest zid nu s-a mai păstrat decât baza (0.70 - 1.50 metri), care este folosită ca suport pentru pilonii de zidărie al unui gard .
Biserica are un plan treflat, terminându-se la partea superioară cu o cornișă neoclasică. Prezența unor abside laterale ale naosului mai joase decât cornișa și decât absida semicirculară a altarului s-ar datora faptului că planul inițial ar fi putut fi cel dreptunghiular (în formă de navă), iar absidele laterale ar fi putut fi adăugate ulterior . Acoperișul este unitar, în patru ape, de formă aplatizată și în prezent este din tablă.
În urma renovărilor efectuate de Mihalache Cantacuzino, a fost adăugat un mic pridvor de zidărie în fața intrării din partea de sud-vest, mai scund decât elevația bisericii. De asemenea, catapeteasma datează din anul 1847. Tot nepotului ctitorului îi sunt atribuite și ferestrele mari terminate în semicerc și ancadramentele împodobite cu înflorituri.
În anul 1939, Biserica Sfinții Voievozi din Ceplenița a fost declarată monument istoric. În prezent este biserică parohială. În jurul bisericii se află un mic cimitir.

## Turnul-clopotniță
Biserica este înconjurată cu un gard de zidărie și are un turn clopotniță care servește și ca poartă de intrare. Turnul are o formă pătrată, fără contraforți.
Turnul a fost construit în jurul anului 1836 de către Mihalache Cantacuzino-Pașcanu, când a renovat și biserica de la Ceplenița.
Turnul, care nu formează corp comun cu biserica, aparține stilului arhitectural neoclasic. El este format din două părți distincte : 
- partea de la bază - conține bolta de intrare în ansamblu și este mult mai masivă. Deoarece are o secțiune mai mare decât etajul, are o cornișă acoperită de jur împrejur cu o streașină din tablă. Deasupra bolții se află amplasat blazonul boierilor cantacuzini: vulturul bicefal.
- partea superioară - adăpostește clopotnița și este mai mică ca secțiune. Ea are patru ferestre dreptunghiulare pe fiecare latură, încadrate în câte o ramă semicirculară la partea superioară.

Acoperișul turnului are forma unui bulb de ceapă mai turtit și este realizat în prezent din tablă.

## Fotogalerie

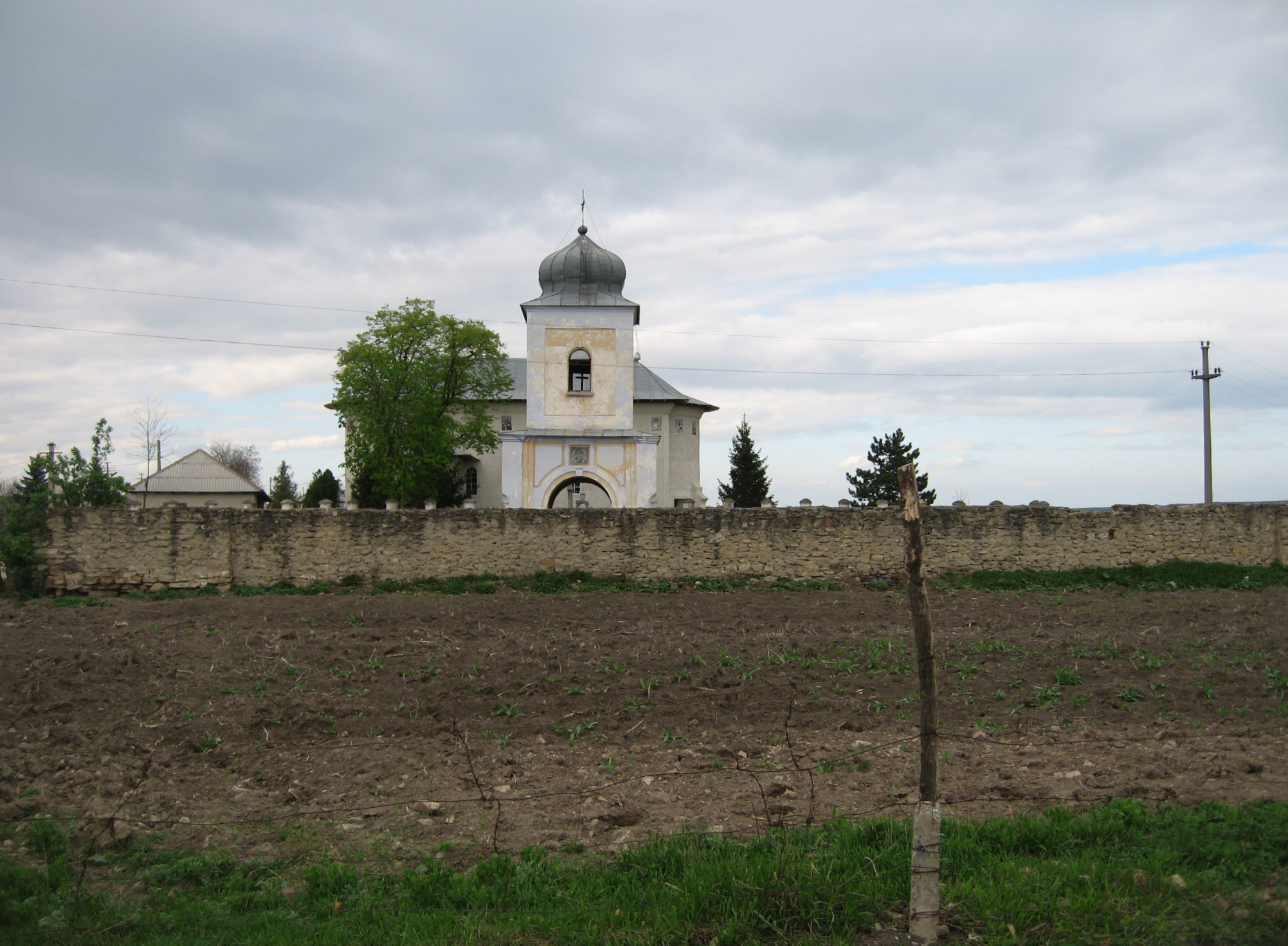
Biserica văzută din curtea Conacului Cantacuzino-Paşcanu
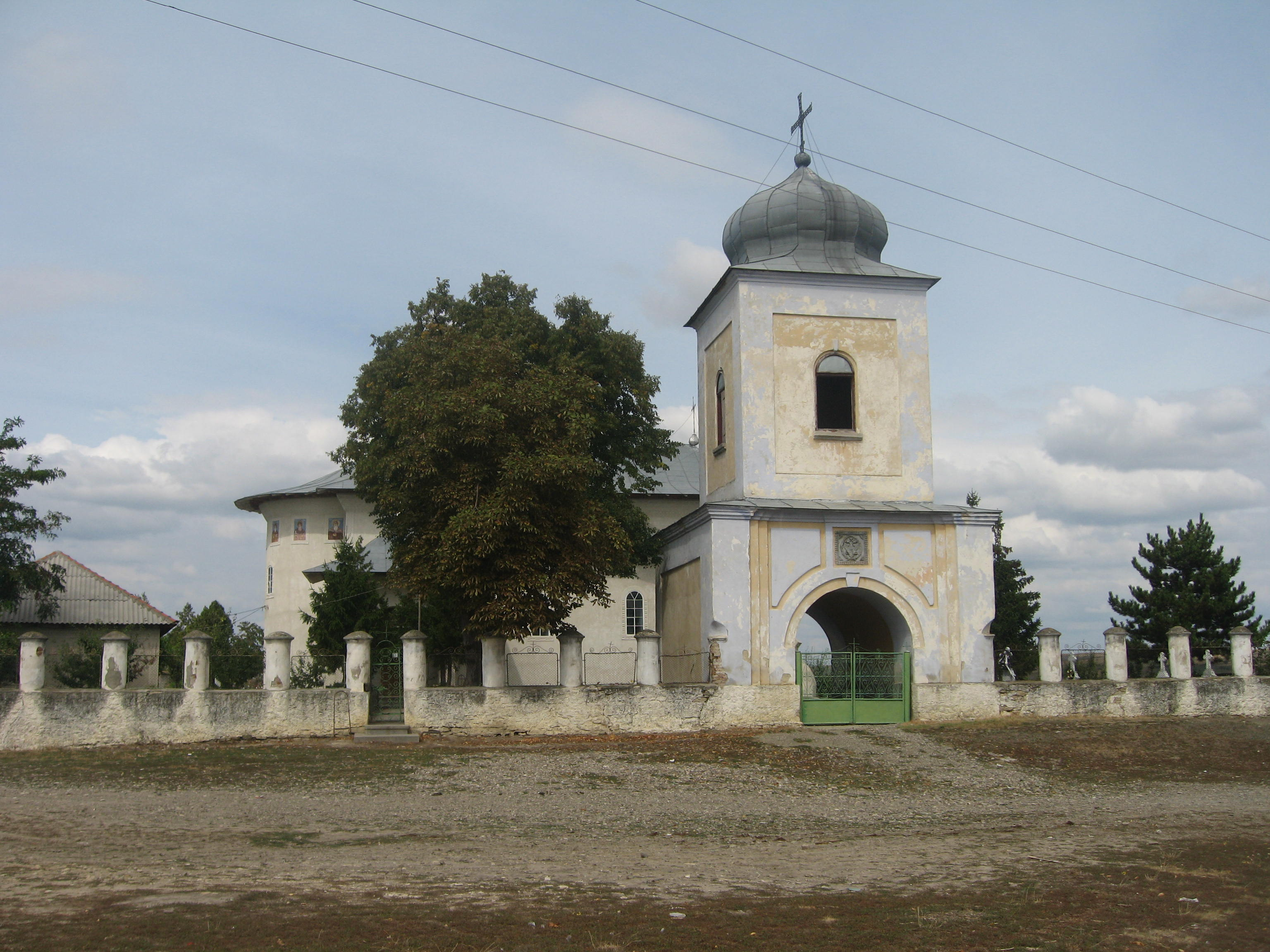
Biserica şi turnul clopotniţă
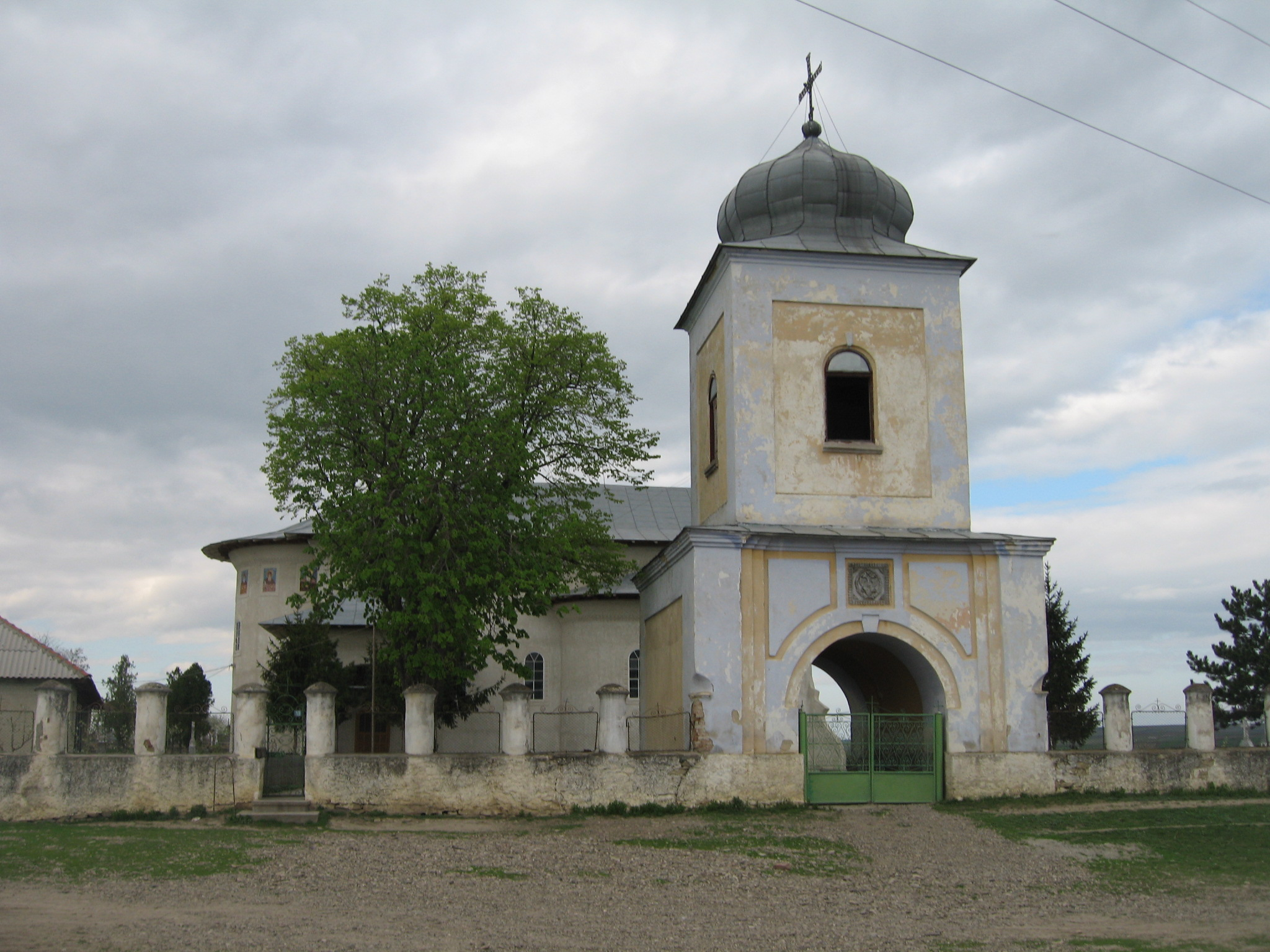
Biserica şi turnul clopotniţă
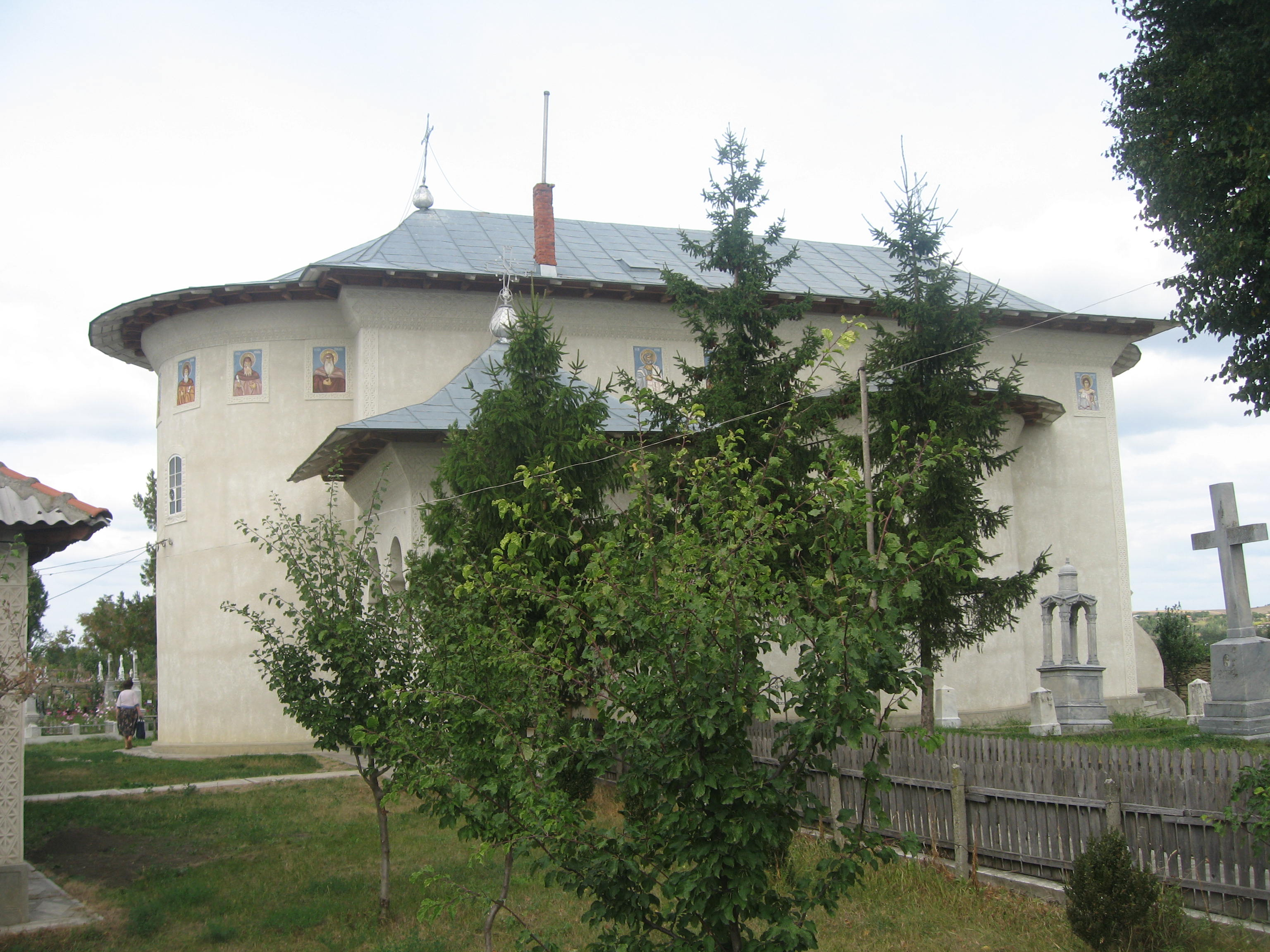
Biserica
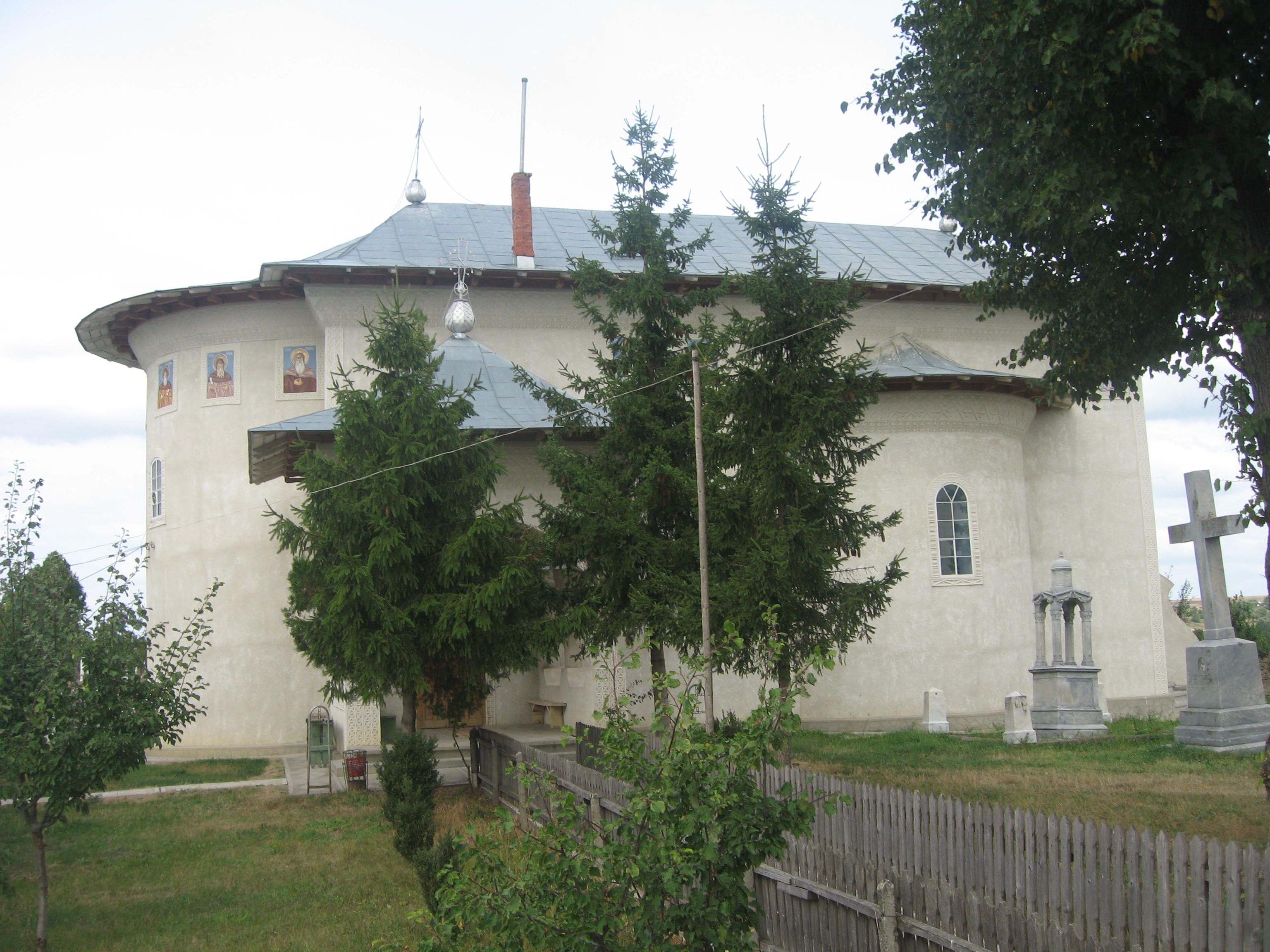
Biserica
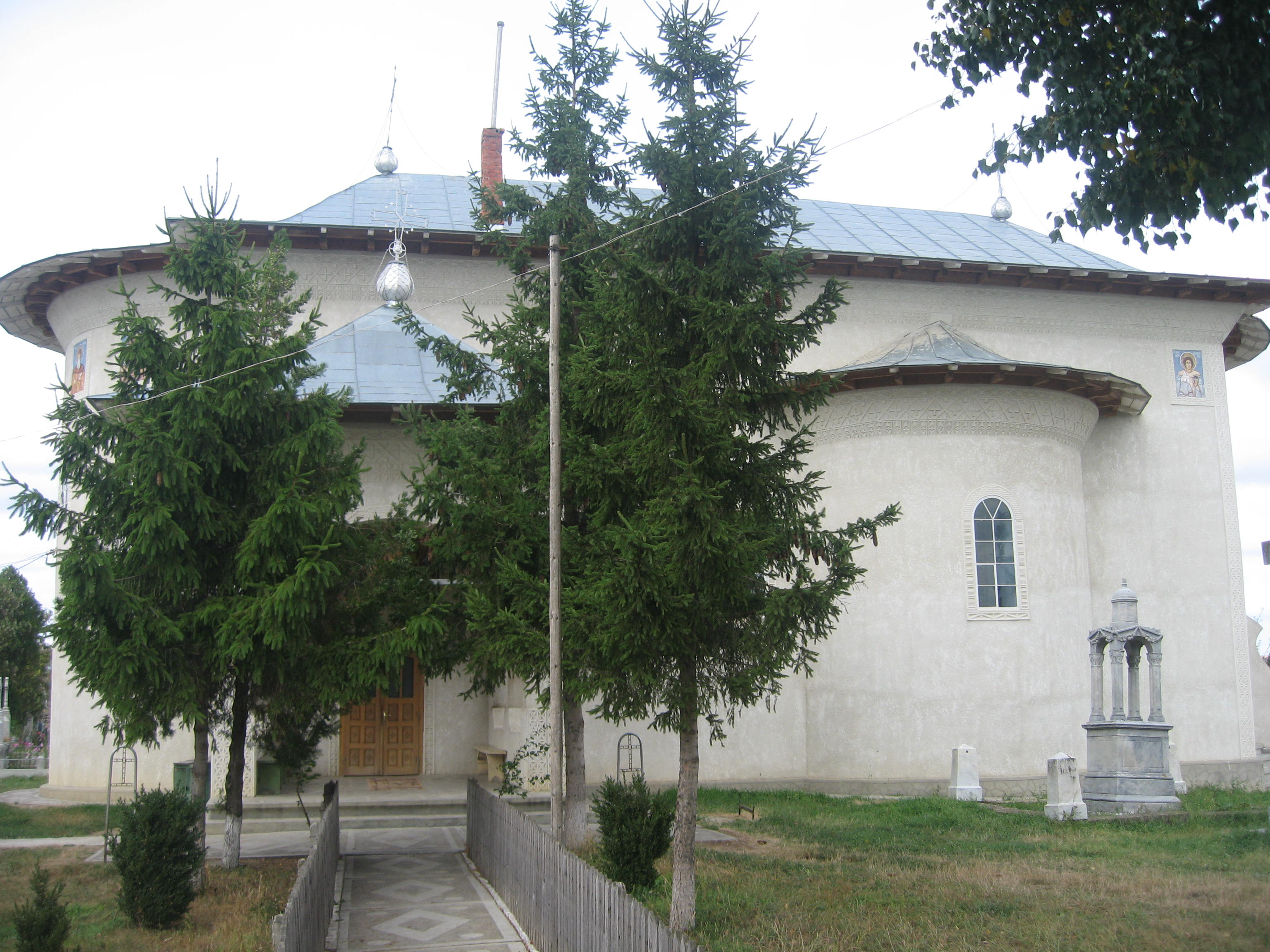
Biserica
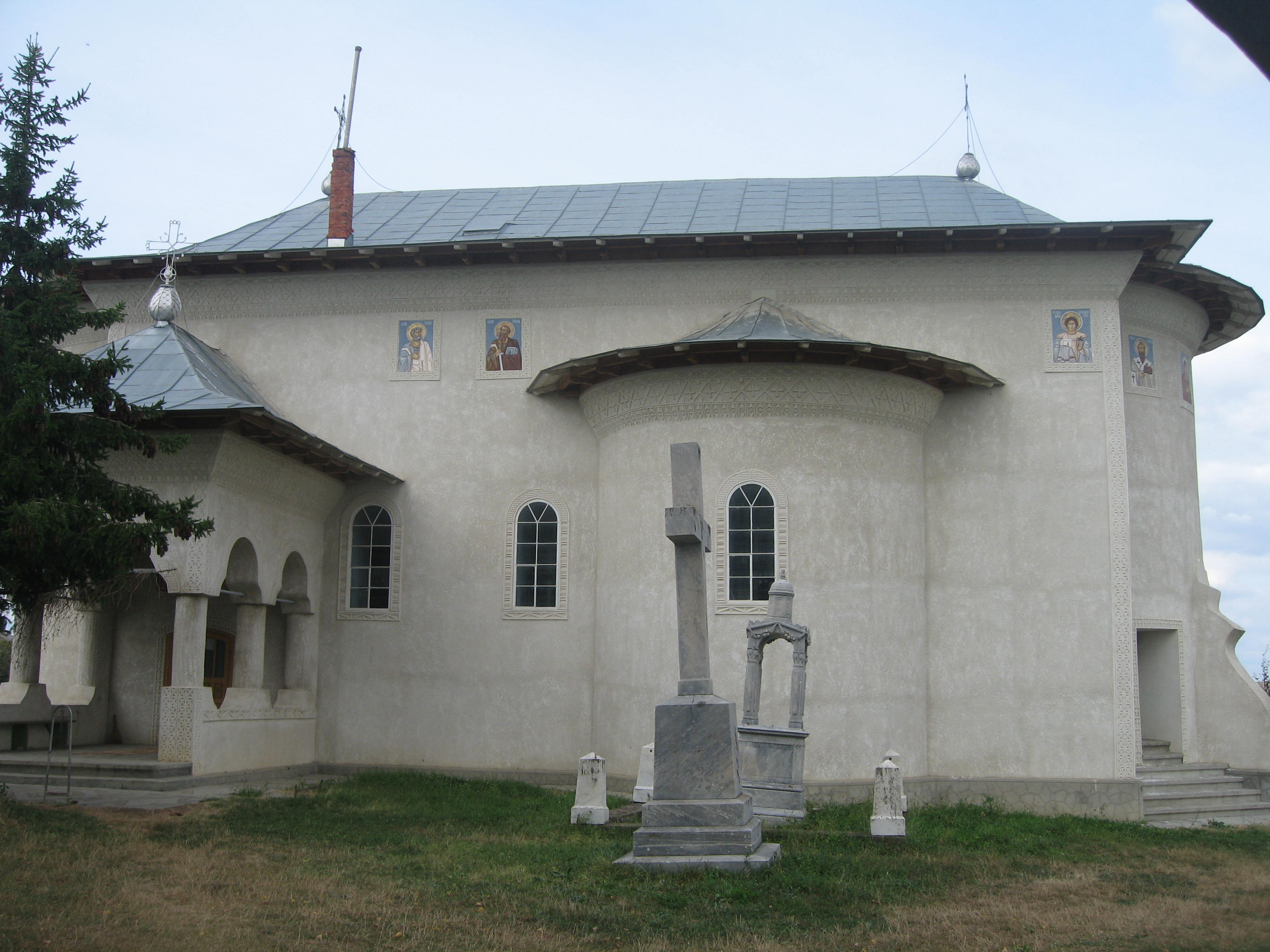
Biserica
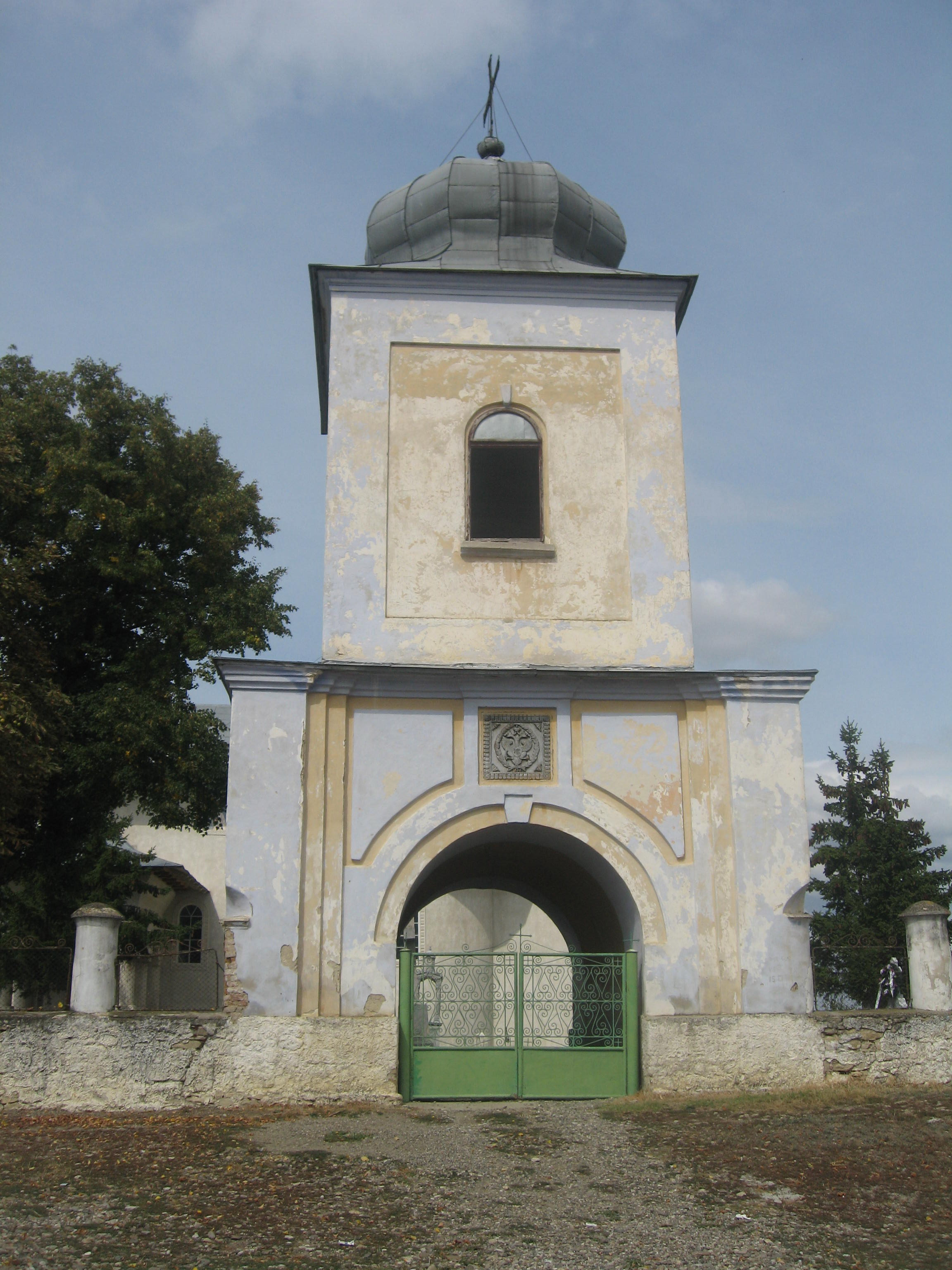
Turnul clopotniţă
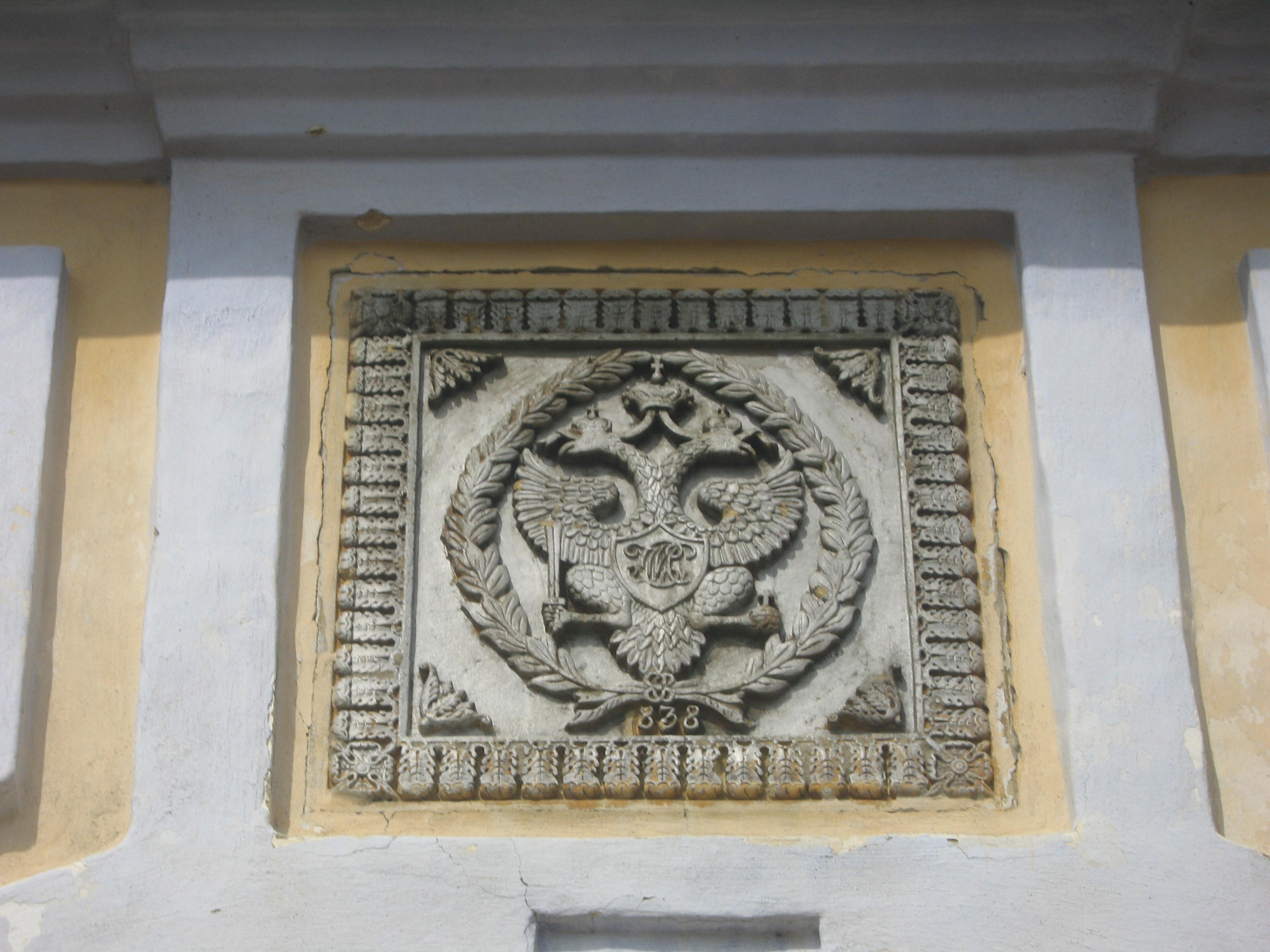
Blazonul cantacuzin (vulturul bicefal) pe zidul turnului clopotniţă
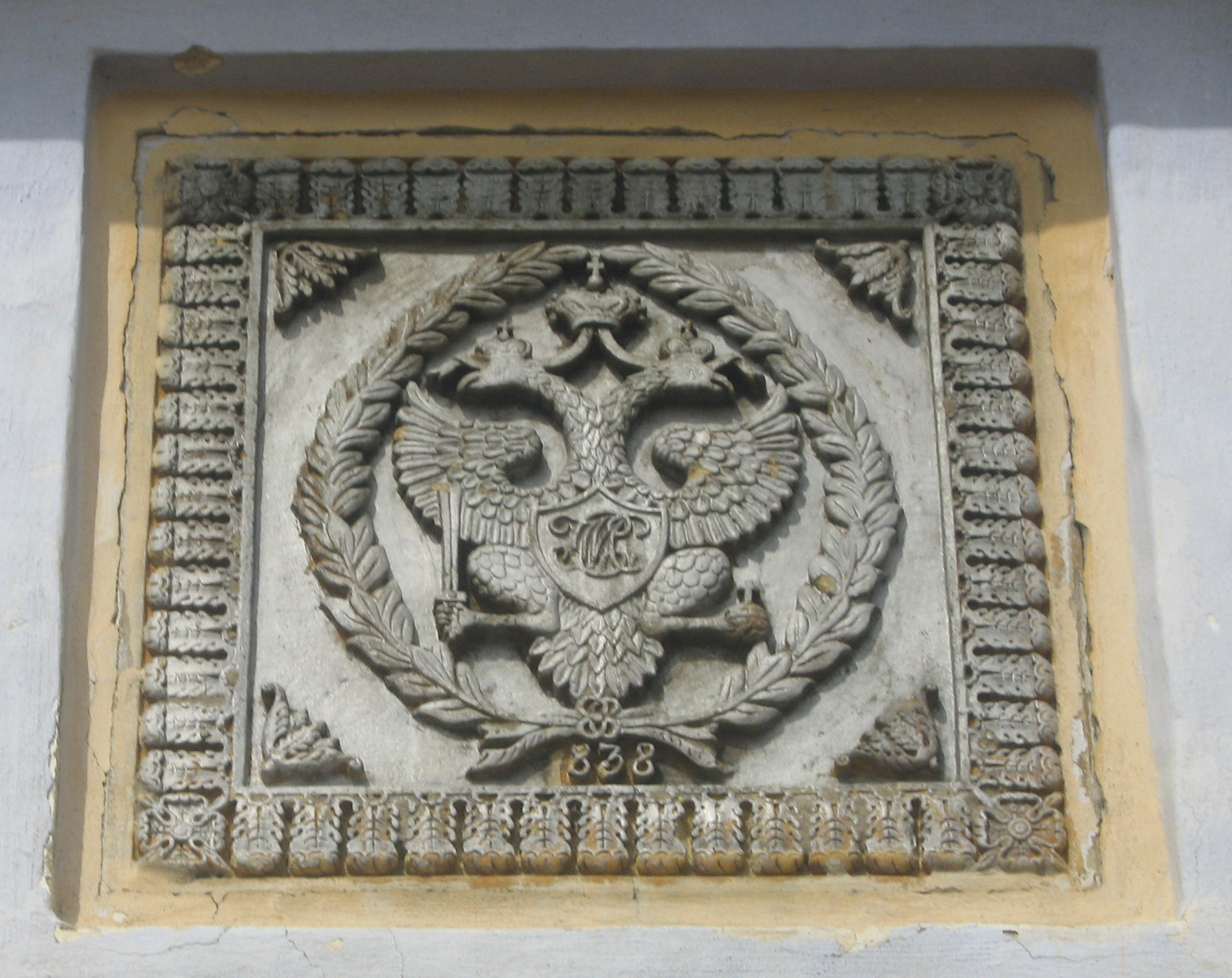
Blazonul cantacuzin (vulturul bicefal) pe zidul turnului clopotniţă
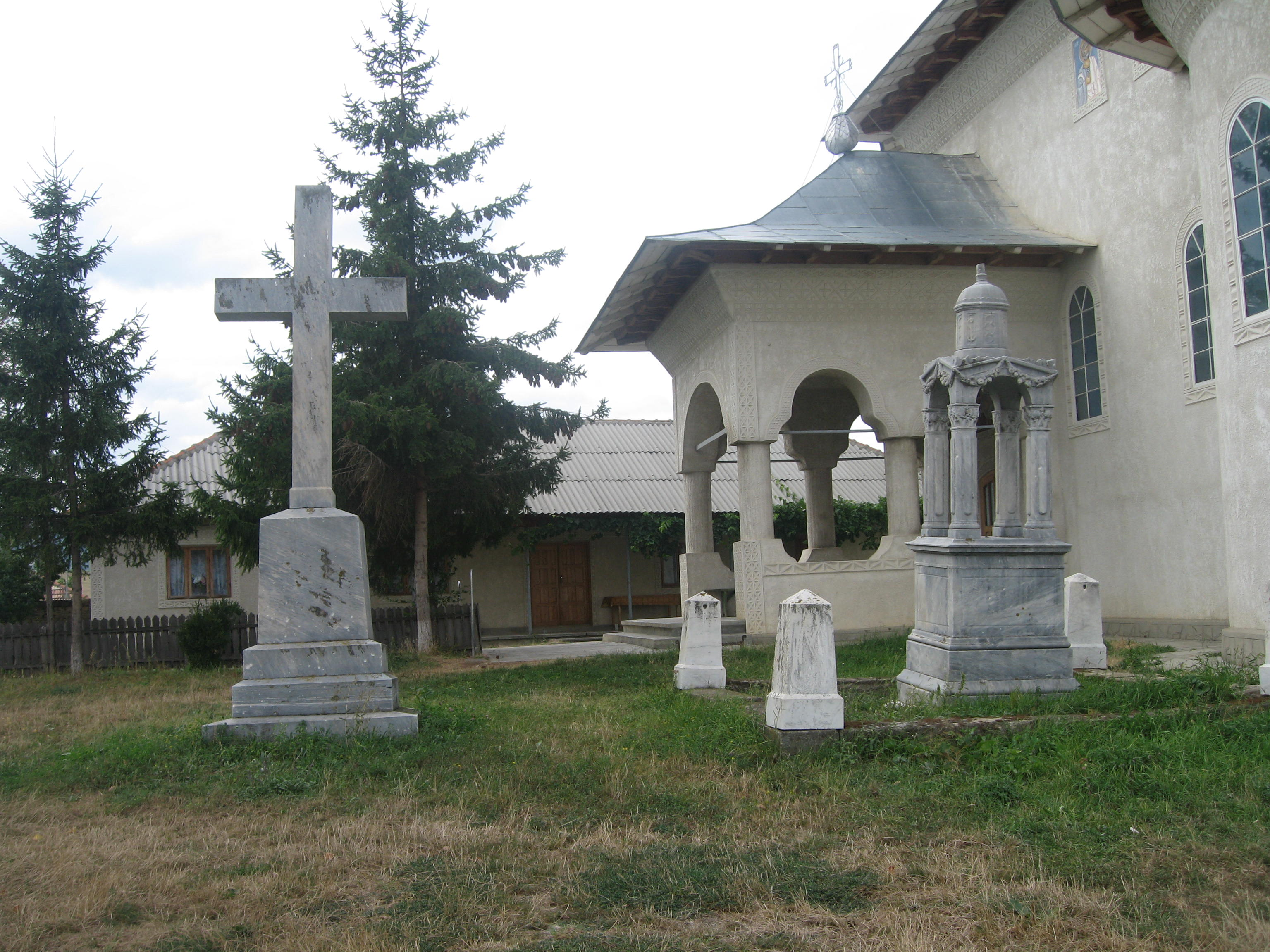
Morminte boiereşti în curtea bisericii
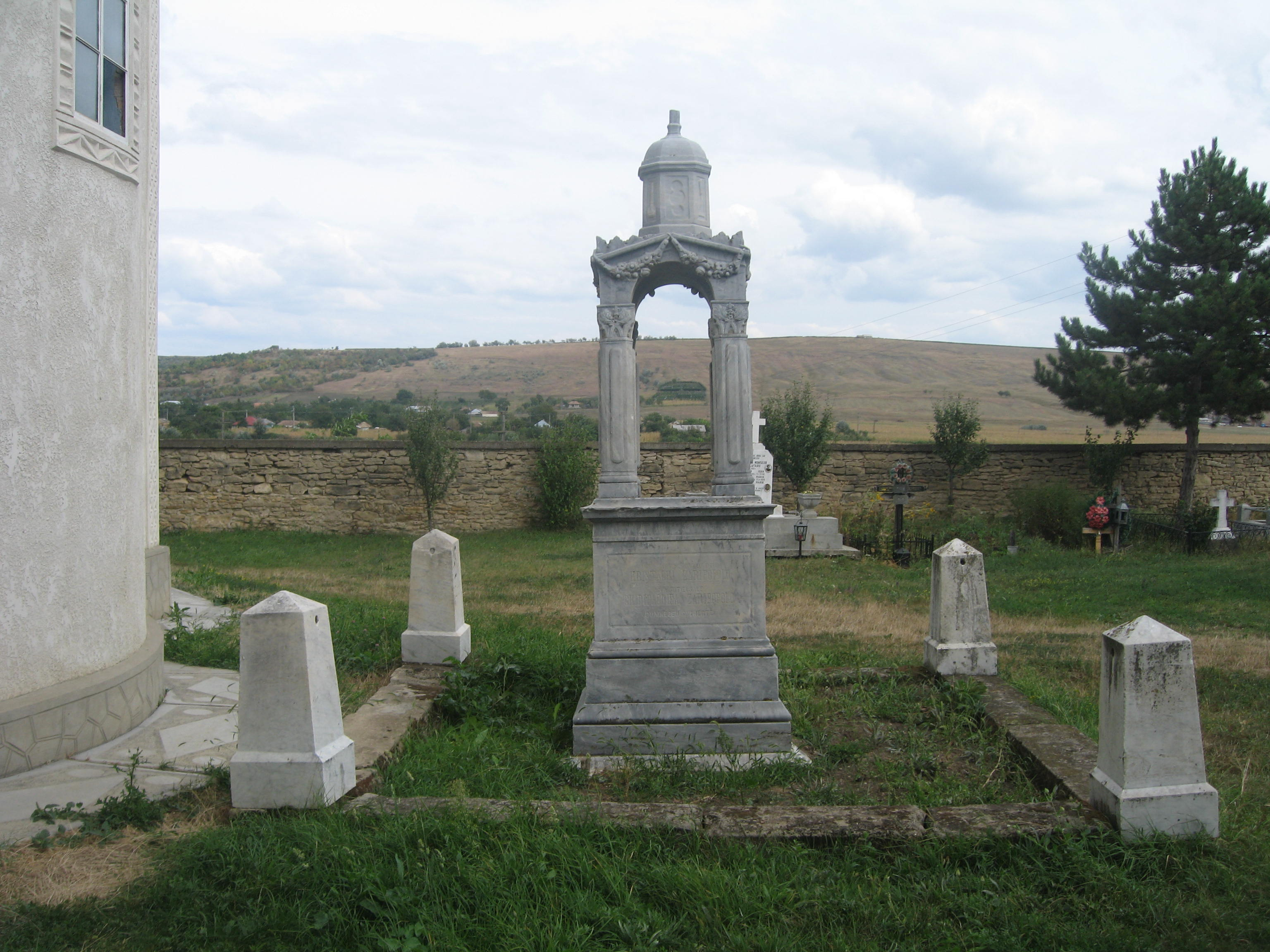
Mormântul lui Hristachi Zarifopol (1813-1886) şi a soţiei sale Chirieachiea (1839-1871) din curtea bisericii
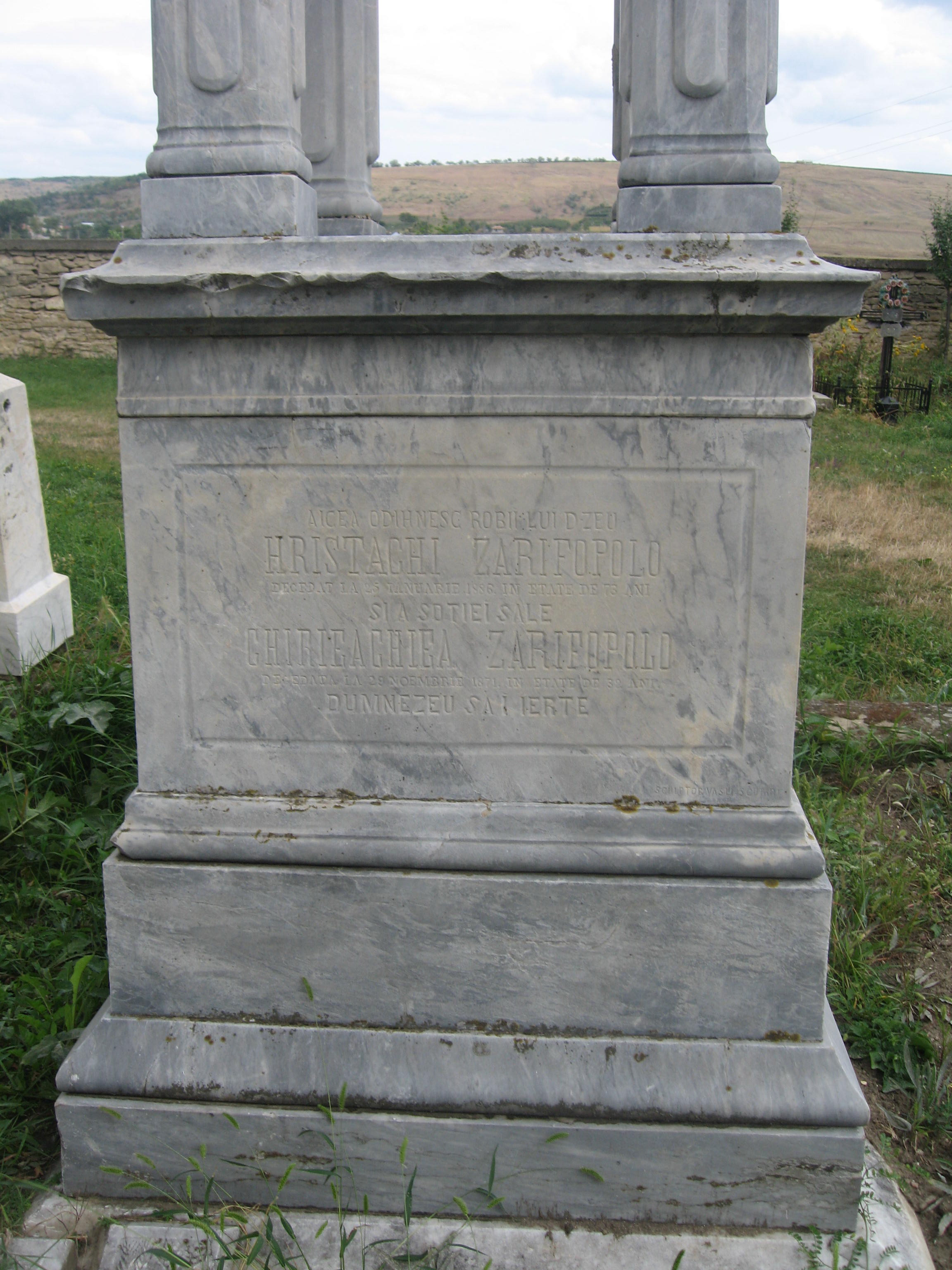
Mormântul lui Hristachi Zarifopol (1813-1886) şi a soţiei sale Chirieachiea (1839-1871) din curtea bisericii - inscripţie
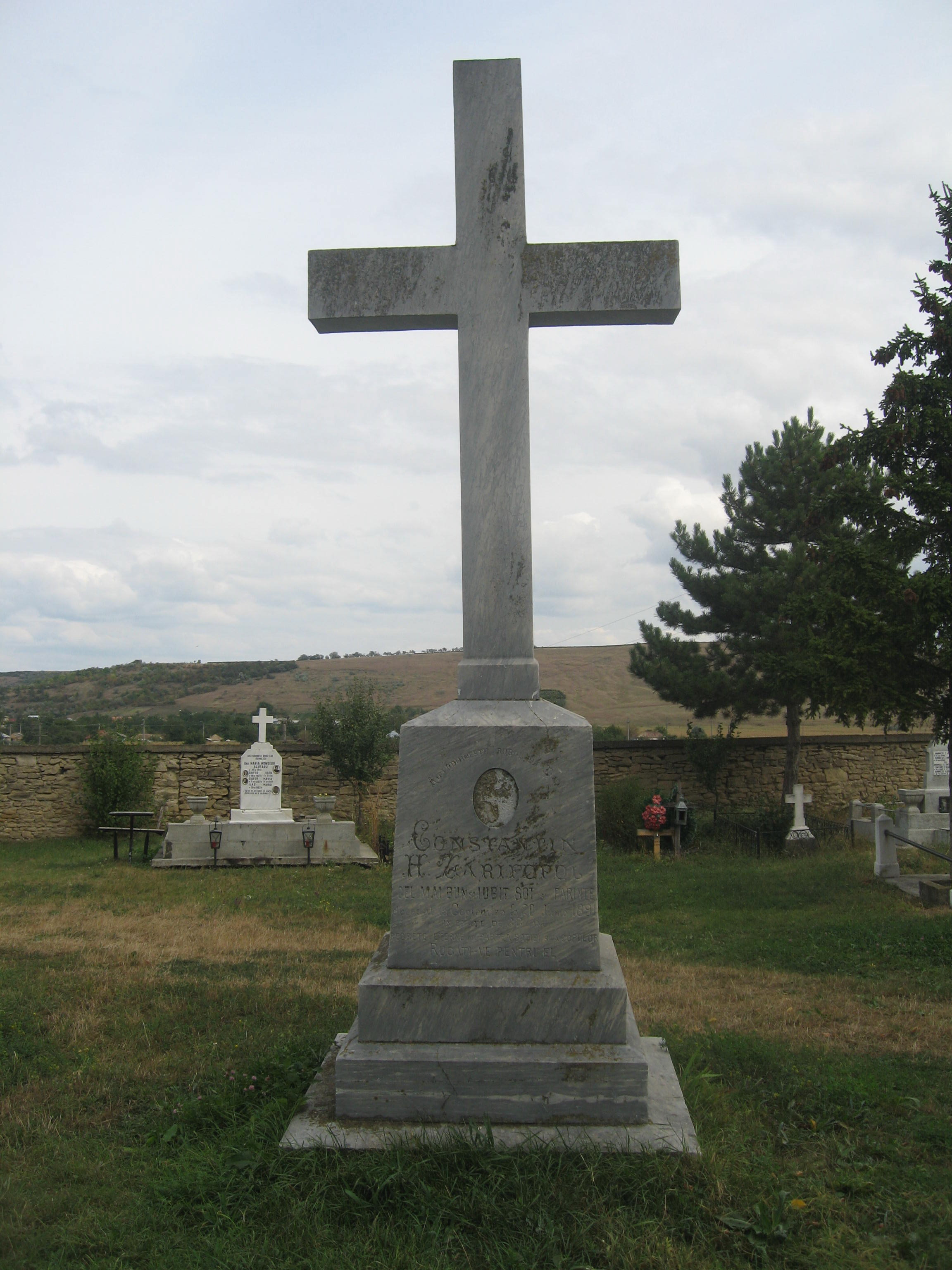
Mormântul lui Constantin H. Zarifopol (1858-1891) din curtea bisericii
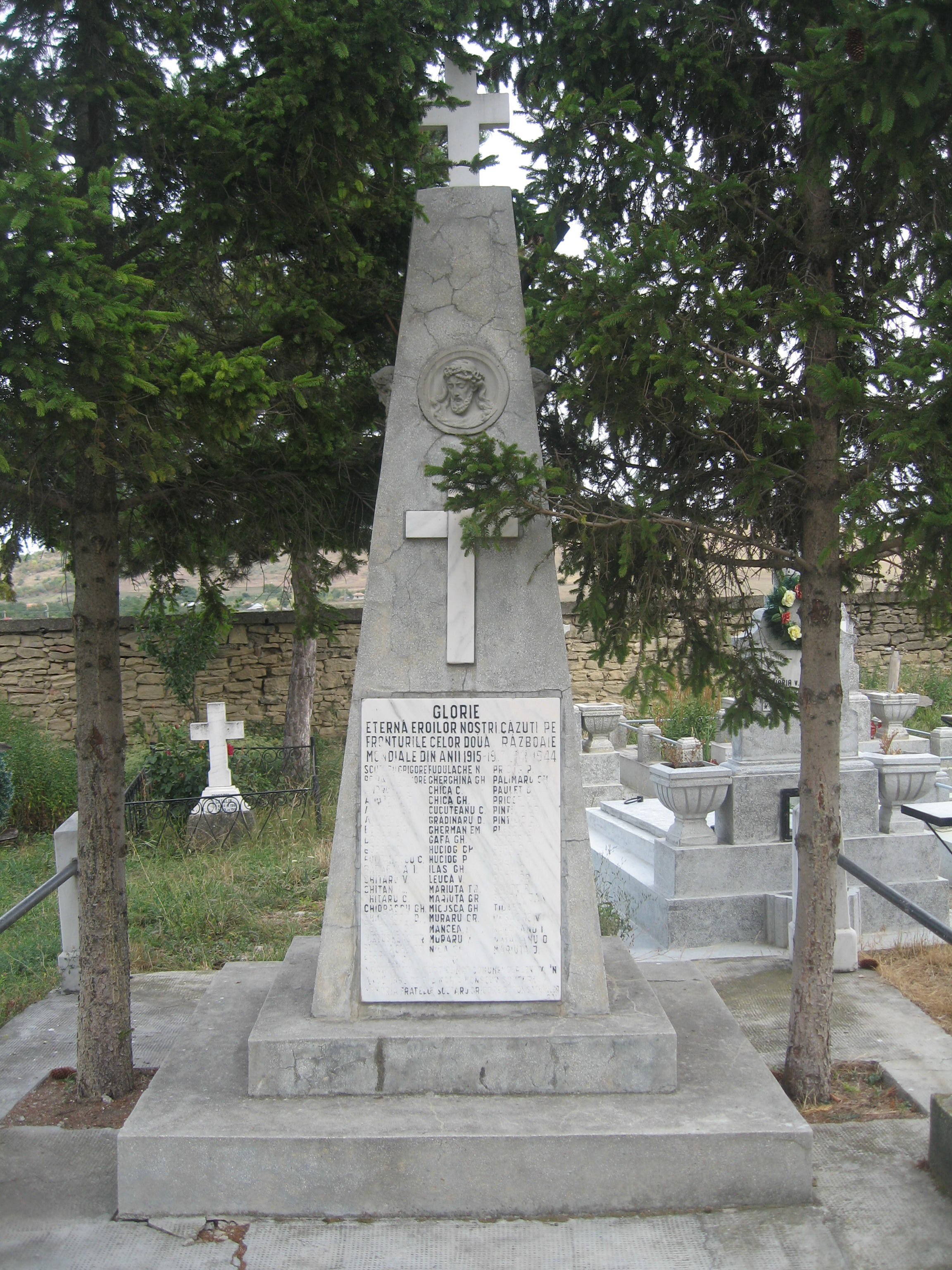
Monumentul eroilor din Cepleniţa, aflat în curtea bisericii